# Jauerling
Jauerling je hora v jihovýchodní části Waldviertelu v Dolním Rakousku. S výškou 960 m n. m. je nejvýše položenou horou v oblasti Wachau.

## Název
Název pochází ze slovanského slova Javorník pro horu porostlou javory. Starý český název Jauerlingu je Javornice.

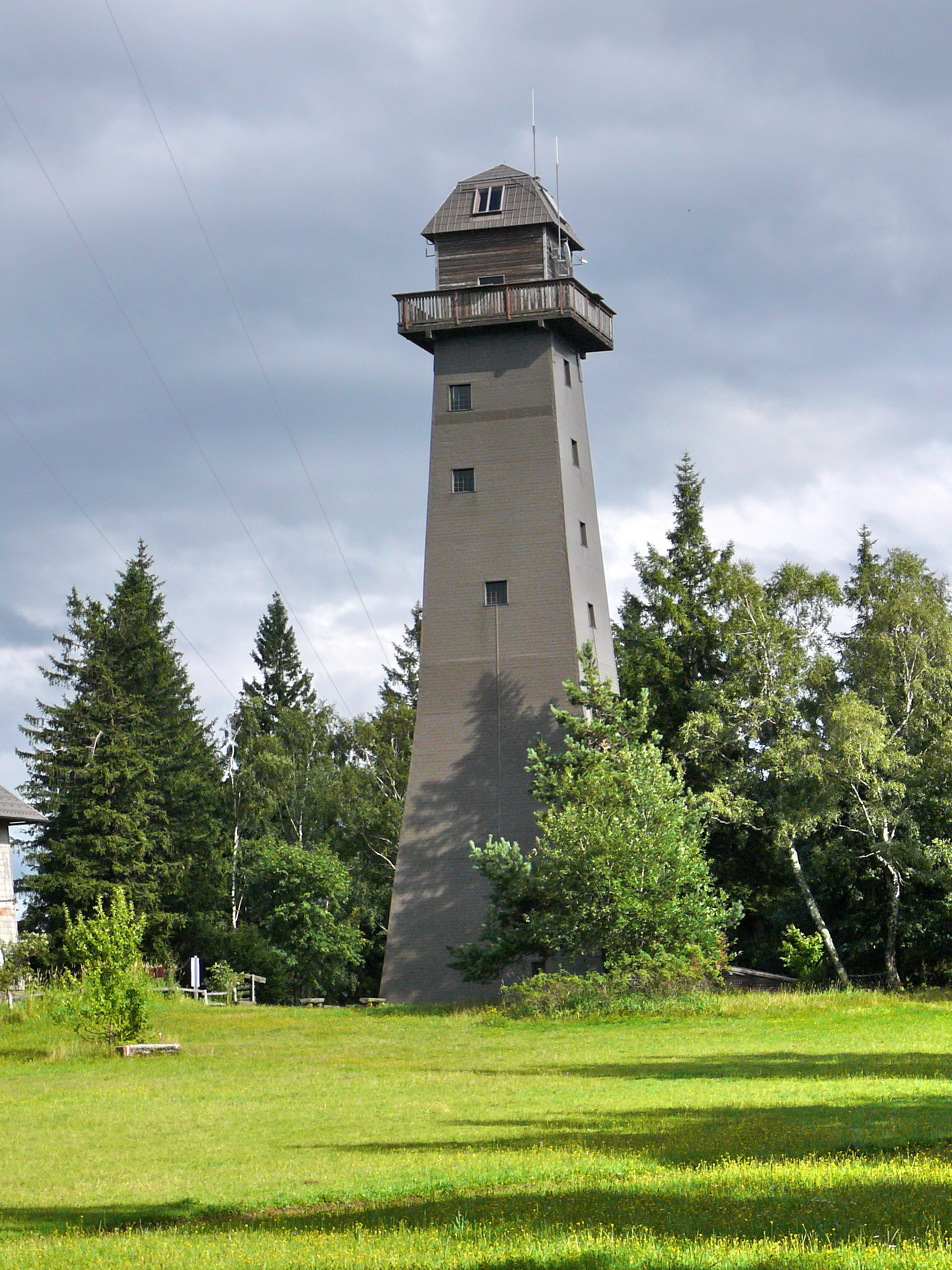
Rozhledna

## Topografie
Vrcholová oblast je náhorní plošinou, takže výšky 960 m n. m. dosahují body, ale vrcholové kříže stojí na jiných místech. Jeden bod označený vrcholovým křížem je výslovně pojmenován Falscher Gipfel (Falešný vrchol). K vrcholu vede veřejná cesta přes Oberndorf a několik dalších příjezdových cest. Na úpatí Jauerlingu protéká na východě Dunaj a na severu a západě Spitzer Bach.
Na Jauerlingu se nachází rozhlasový a televizní vysílač a opodál stojící rozhledna, která je také jednou ze zastávek na Severojižní dálkové turistické trase (Nord-Süd-Weitwanderweg). V západním cípu Jahnwiese, kde se nachází sportovní zařízení, se nachází památník F. L. Jahna. Na východním svahu se nachází malý lyžařský areál s osvětlením, kde se 13. ledna 2012 jel první závod Světového poháru v paralelním slalomu na snowboardu.

## Klima
Jauerling má přechodné podnebí s kontinentálními vlivy z východu a oceánskými vlivy ze západu. Průměrná roční teplota v 30letém průměru 1971-2000 je 6,5 °C, roční úhrn srážek je 729,4 mm. Ročně se vyskytuje přibližně 120 mrazových dnů a 50 ledových dnů. Vzhledem k nadmořské výšce se meteorologická stanice na Jauerlingu často nachází nad jezery studeného vzduchu nebo nad inverzní vrstvou. V důsledku toho jsou noční minima a doba slunečního svitu vyšší než v níže položených oblastech. Ročně zde napadne přibližně 195 cm sněhu. Podle statistik se zde ročně vyskytne 15 bouřek, z nichž 14 připadá na období od dubna do září. Průměrná měsíční rychlost větru téměř nepodléhá výkyvům a pohybuje se v průměru kolem 9 km/h za rok. Charakteristické jsou převládající západní větry. Počet letních dnů je v porovnání s nižšími nadmořskými výškami znatelně nižší v důsledku nižších denních teplot. Ročně se vyskytuje asi 10 takových dnů.
|                                   | Led  | Úno  | Bře  | Dub  | Kvě  | Čer  | Čec   | Srp  | Zář  | Říj  | Lis  | Pro  | Roční průměr |
| --------------------------------- | ---- | ---- | ---- | ---- | ---- | ---- | ----- | ---- | ---- | ---- | ---- | ---- | ------------ |
| Průměrná teplota (°C)             | −2,3 | −1,8 | 1,5  | 5,4  | 10,8 | 13,7 | 15,6  | 15,8 | 11,8 | 6,9  | 1,7  | −1,1 | 6,5          |
| Průměrná nejvyšší teplota         | 0,7  | 1,3  | 5,1  | 9,6  | 15,2 | 18,0 | 19,9  | 20,1 | 15,8 | 10,6 | 4,8  | 1,8  | 10,3         |
| Průměrná nejnižší teplota         | −4,7 | −4,2 | −1,1 | 2,3  | 7,2  | 10,0 | 12,0  | 12,3 | 8,8  | 4,3  | −0,6 | −3,5 | 3,6          |
| Průměrné srážky (mm)              | 38,0 | 38,6 | 47,2 | 53,9 | 77,2 | 98,2 | 110,2 | 77,3 | 55,4 | 40,1 | 47,9 | 45,4 | 793          |
| Průměrný sluneční svit (hod./den) | 3,2  | 3,8  | 4,0  | 6,1  | 7,7  | 7,7  | 6,3   | 7,3  | 5,2  | 3,9  | 3,0  | 2,3  | 5,0          |
| Deštivé dny                       | 8,8  | 7,6  | 9,2  | 8,8  | 10,2 | 11,7 | 11,4  | 9,9  | 8,0  | 7,0  | 8,9  | 9,0  | 110,5        |